# Junewangia obliqua
Junewangia obliqua är en svampart som först beskrevs av M.B. Ellis, och fick sitt nu gällande namn av W.A. Baker & Morgan-Jones 2002. Junewangia obliqua ingår i släktet Junewangia, divisionen sporsäcksvampar och riket svampar.   Inga underarter finns listade i Catalogue of Life.